# Parque Costero del Sur
La Reserva de la Biosfera Parque Costero del Sur se encuentra sobre la margen derecha del Río de la Plata, Provincia de Buenos Aires, Argentina. El Parque se inicia en el Partido de Magdalena y continúa en el Partido de Punta Indio.
- Altitudes: 0 - 8 m s. n. m.
- Bioma: pastizales templados
- Provincia Biogeográfica: Pampa Húmeda

## Ubicación
Este parque se extiende sobre la costa del Río de La Plata hasta la Ruta 11, siendo los ambientes naturales con su flora y fauna los característicos del tipo subtropical  que se continúa desde el noroeste argentino, a lo largo de los grandes ríos de la cuenca del Plata, creando el mismo río el microclima (como una estrecha cuña en medio de un área de clima templado) para la subsistencia de las especies que son características de regiones más cálidas.

## Geología
En épocas prehistóricas, un brazo del mar cubría las costas de este distrito: el  mar Querandino se internaba en el actual río Paraná, hasta las inmediaciones del terreno que actualmente corresponde a la ciudad de Santa Fe, el retroceso de ese mar al bajar las temperaturas promedio del planeta explica la presencia de barrancas en las costas del estuario  y Río de la Plata.
A medida que el mar se retiraba se depositaron los cordones de conchillas que, de forma paralela a la costa, forman la principal característica del paisaje litoral de Magdalena y Punta Indio.
La mayoría de los moluscos marinos (estudiados por la malacología) poseen un esqueleto duro por lo que este fósil se preserva por muchos años.- Los fósiles de caracoles más comunes son: Zidona, Mactra, Tagelus, Erodona, Diodora, Ostrea, entre otros.
De esas épocas el Holoceno (aproximadamente los últimos 11.800 años) son los fósiles de megafauna  que se hallaron en el subsuelo magdalenense, como el toxodon (con aspecto de un toro con joroba), gliptodonte (similar a una mulita o peludo gigante), estegomastodón, cuyos restos fósiles pueden verse en el Museo Histórico de Magdalena (Datos aportados por la Asociación Paleontológica Argentina).

## Sismicidad
La región responde a las subfallas «del río Paraná», y «del río de la Plata», y a la falla de «Punta del Este», con sismicidad baja; y su última expresión se produjo el 5 de junio de 1888 (137 años), a las 3.20 UTC-3, con una magnitud aproximadamente de 5,0 en la escala de Richter (terremoto del Río de la Plata de 1888).
- Área de tormentas severas poco periódicas, con alerta meteorológico.
- Baja sismicidad, con silencio sísmico de 137 años

## Clima
Templado y húmedo (microclima que mantiene algunas características subtropicales aun cuando en invierno frecuentemente las temperaturas rondan los 0 °C y pueden caer ocasionales nevadas). Lluvia anual: 1000 mm.
La toponimia lugareña del siglo XVII: "de la isla", "de las islas" o "de las islas de la Magdalena", denota la presencia de importantes sistemas de bajos inundables, que en momentos de exceso de aguas asemejan lagunas.

## Relieve
Forma parte de la Pampa Húmeda por lo cual es bastante llano y bajo con un apenas perceptible declive hacia el estuario del Plata, en las costas del estuario se ubican barrancas de hasta 10 m y luego bajíos o playas anegadizas. En la Bahía de Samborombón el borde de conchillas se sobreleva ante las costas y los terrenos inundables ("cangrejales"), los terrenos inundables se extienden naturalmente más al sur (en zonas que actualmente no están incluidas en la reserva) esas zonas naturalmente inundables son el Ajó ("estero" o "humedal"  en guaraní) y el Tuyú (barreal, en el mismo idioma). Las zonas no inundables y no arboladas son de pastizales y fachinales. Abundan las lagunas y arroyos.

## Flora
La flora de la zona presenta los vestigios más meridionales de Selva Marginal (la cual es continuación de la selva Paranaense y ésta de la selva tropical sudamericana), sin embargo dado el microclima de transición entre el subtropical y el templado la variedad de especies vegetales es moderada: predominan los árboles talas e ibos, también ejemplares de ombúes.
El tala (Celtis ehrenbergiana), es el árbol más representativo de la reserva puntaindiense. Desde la llegada de los españoles en el siglo XVI se hace referencia a este árbol de hasta 10 m de altura, de corteza gris claro, ramas en zigzag y que en cada ángulo posee espinas de 5 mm y hojas ovaladas de 2 cm.

## Fauna
Hasta inicios del siglo XIX se podían encontrar aún carpinchos, pecaríes ("chanchos de monte"), lobos marinos y yacarés; hasta mediados de siglo XIX aún yaguares ("tigres") y pumas ("leones"); hasta fines de siglo XIX: venados de las pampas y corzuelas, esporádicamente algún ciervo de los pantanos; durante todo el siglo XX la fauna mayor autóctona ha sido exterminada quedando algunos zorros y gatos monteses, muy raros de ver; así como las seudonutrias llamadas también coipos.
La avifauna es más rica: ñandúes (aunque esta corredora también ha sido muy depredada, y se encuentra más en cautiverio que en estado silvestre), loros barranqueros, horneros, teros, chajás, sietecolores, cotorras, benteveos, biguás, garzas, chingolos, tacuaritas, mataquitos, chimangos, caranchos, aguiluchos, calandrias, zorzales, mirlos, colibríes, cabecitas negras, catitas, cardenales, palomas torcaces. Diversas especies de patos, las "perdices" o tinamidos como la inambú, lechuzas como el ñacurutú y aves predadoras de mayor rango como el halcón peregrino.
En las lagunas y costas peces como el sábalo, la tararira, la mojarra, el bagre, matungo, pejerrey, guatuzo, armado etc.

## Arqueología
Los primeros asentamientos humanos se caracterizan por ser campamentos residenciales donde se realizaban distintas actividades cotidianas. Se ubican en zonas elevadas correspondientes a los cordones de conchilla de la llanura costera del Río de la Plata. Algunos de estos campamentos muestran una recurrencia a lo largo del tiempo que permite considerar a los mismos como un espacio preferencial por parte de las primeras sociedades de la región, aprovechando los recursos del talar, la costa del Río de la Plata y los cursos de agua menores. El registro arqueológico recuperado en los distintos sitios permite interpretar que fueron lugares habitados por grupos sociales pequeños, con campamentos estacionales o de largo uso, que utilizaban y fabricaban cerámica de forma local, realizaban prácticas de caza, pesca, recolección y que quizás también practicaban la horticultura ya que en fragmentos cerámicos se identificaron restos de maíz y mandioca. En estos sitios también se hallaron de instrumentos líticos realizados sobre materia prima proveniente de las Sierras de Tandilia o la costa oriental del Río Uruguay, lo cual indica la participación de estas poblaciones en las redes de interacción social e intercambio a larga distancia que se pueden encontrar en el continente.
Desde la primera fundación de Buenos Aires se considera que se da inicio al Período Hispano-Criollo, y con ello un proceso de transformación del paisaje en donde las estancias ganaderas tuvieron un rol destacado. En la actualidad, se pueden observar relictos de la diversidad de este pasado, como cascos de estancias con imponentes casas principales y majestuosos jardines, modestos “ranchos”, emprendimientos industriales como los saladeros, los cuales se abordan desde las investigaciones arqueológicas.

## Turismo
El Parque recibe visitantes durante todo el año, destacándose el turismo de estancia, ecológico y playa.